# Вусач-коренеїд Скополі
Вусач-коренеїд Скополі, вусач-коренеїд панонський (Dorcadion scopolii Herbst, 1784) — вид жуків-вусачів з підродини ляміїн, роду коренеїдів. Поширений у країнах Центральної і Східної Європи, передусім у Тисо-Дунайській низовині, на півночі Балканського півострова та в західній частині України.

## Опис
Жук довжиною від 9 до 11 мм, Антени і ноги зазвичай чорні. Передньоспинка сильно поперечна. Плечова зовнішня, спинна і загальна шовна смуги майже однакової ширини.

## Спосіб життя
Біологія виду досліджена слабко. Жуки активні вдень, живляться трав'янистими рослинами. Імаго на півночі ареалу трапляються з кінця квітня до червня. Личинка, імовірно, мешкає в ґрунті, живлячись коренями рослин. Через безкрилість можливості жуків до розширення ареалу обмежені.

## Ареал
Цей вид поширений у Паннонській котловині (Угорщина, Австрія, Словаччина, західна Румунія (Трансильванія), північ Хорватії, українське Закарпаття) та на сусідніх територіях Чехії (південна Моравія), Сербії (північна Воєводина), Болгарії (північно-західні регіони), Західної України (Волинь і Поділля), Молдови. У Польщі відомий лише з Люблінської та Краківсько-Ченстоховської височин, а також з долини річки Ніди.

## Охорона
Занесений до переліку видів тварин, що підлягають особливій охороні на території Волинської області України. Занесений до Червоної книги Польщі.